# Akatizie
Akatizie či akathizie, ze starořeckého καθίζειν – kathízein – "sedět", je syndrom projevující se nepříjemnými pocity vnitřního neklidu a neschopností chvíli posedět bez nutnosti se neustále pohybovat. Říká se jí též syndrom neklidných nohou. Často bývá způsobena vedlejším účinkem léků. Příčinou může být i Parkinsonova nemoc. Jedná se o druh hyperkineze.
Tento termín zavedl v roce 1901 český neurolog profesor Ladislav Haškovec.
V roce 2020 byla akatizie diagnostikována kanadskému klinickému psychologovi Jordanovi Petersonovi poté, co byla nejprve špatně diagnostikována jako schizofrenie.